# ليستر
ليستر (بالإنجليزية: Leicester)‏ هي إحدى مدن وسط إنجلترا. تُعتبر أكبر مدن شرق وسط أنجلترا تقع ضمن مُقاطعة ليسترشير وهي اليوم تدار بشكل مستقل. تقع ليستر على نهر السور على طرف الغابة الوطنية الأنجليزية. يبلغ عدد سكانها حوالي 285 ألف و441 ألف مع ضواحيها تحتل المركز العاشر من حيث عدد السكان في إنجلترا والمركز 13 في المملكة المتحدة والمركز الـ96 في أوروبا. تُعتبر من أقدم المدن الإنجليزية وقد أوجدها الرومان.
تقع على الطريق السريع الواصل بين لندن وشمال إنجلترا الـM1. تبعد ليستر 170 كم عن شمال لندن وهي في موقع مميز من وسط إنجلترا حيث أنها قريبه جداً من مدينة بيرمينغهام ثاني مدن إنجلترا ومدينة كوفنتري ونوتينغهام ودربي وشفيلد وليدز. أيضًا المدينة مُرتبطة بشبكة قطارات حديثة تصل ما بينها وبين لندن والمدن الأخرى من حولها. تعتبر ليستر اليوم من أهم المراكز التجارية والصناعية وكذلك التعليمية في وسط إنجلترا بشكل خاص والمملكة المتحدة بشكل عام. تشتهر بصناعة المنتوجات الغذائية والملابس والأحذية والمصنوعات الإلكترونية والهندسية والمطبوعات والبلاستيك.

## التاريخ
تُعتبر ليستر إحدى أقدم مدن أنجلترا حيث بناها الرومان من حوالي 2000 عام بالتحديد 50 قبل الميلاد لتكون ثكنه عسكرية. وكانت تُسمى أنذاك بـ راتي كوريتنورم أزدهرت المدينة لتصبح مركز عسكري وتجاري مهم وأصبحت راتي كوريتنورم من أكبر المدن الرومانية في أنجلترا. عٌندما ترك الرومان بريطانيا في القرن الخامس أصبحت المدينة شبة مهجورة ثم سكنها السكسونين. في القرن التاسع أحتلها الفايكنغ ولكن بقائهم لم يكن طويلًا في بريطانيا وسرعان ماعادت ليستر تحت الحكم الأنجليزي مع ظهور الملكية الإنجليزية. ورد اسم مدينة ليستر في كتاب ديموندزي تحت اسم ليدستر بالإنجليزية Ledecestre.

## التنوع السكاني
في العصر الحديث وإبّان الحرب العالمية الثانية سكن ليستر الكثير من الجاليات المهاجرة من أصول هندية وباكستانية ومن كينيا وأوغَندا وصارت الأقليات تشكل حوالي 40% من سكان المدينة في منتصف السبعينيات. حديثًا أتى إليها الكثير من هم من أصل صومالي ومن شرق أوروبا. يوجد في ليستر العديد من المساجد. وتعتبر من أكثر المدن تنوعًا في إنجلترا من حيث النسيج السكاني ويتوقع في عام 2011 أن تكون ليستر أول مدينة في بريطانيا أغلب سكانها من الأقليات العرقية.